# Maria Ugolkova
Maria Ugolkova, född 18 juli 1989, är en schweizisk simmare. 
Ugolkova tävlade i tre grenar (100 meter frisim, 200 meter medley och 4 x 100 meter frisim) för Schweiz vid olympiska sommarspelen 2016 i Rio de Janeiro.